# お子様ランチ
お子様ランチ（おこさまランチ、Child's Meal）とは、レストランやデパートの食堂などで子供向けに提供されるメニューのことである。量や嗜好、見た目が子供向けに重視されることが多い。発祥は昭和初期の日本。
「ランチ」と呼ばれているが、ランチタイム以外でも注文できる店がほとんどである。また、年齢制限を設ける場合が多い。

## 概要
「お子様ランチ」の定義は店ごとに異なる。また、類似のものを別の名称で提供している店もある。内容も、子供向けに趣向を凝らしたものから単に量を子供向けにしたものまでさまざまである。一般的に、何点かの料理を一つの皿に盛るように区切られたランチプレートが用いられる。プレートには子供向けのキャラクターが描かれているものや、新幹線や飛行機といった乗り物を模ったものが多い。凝ったものでは、蒸気機関車型のプレートに盛り、煙突部分にドライアイスを仕込む、といった例もある。

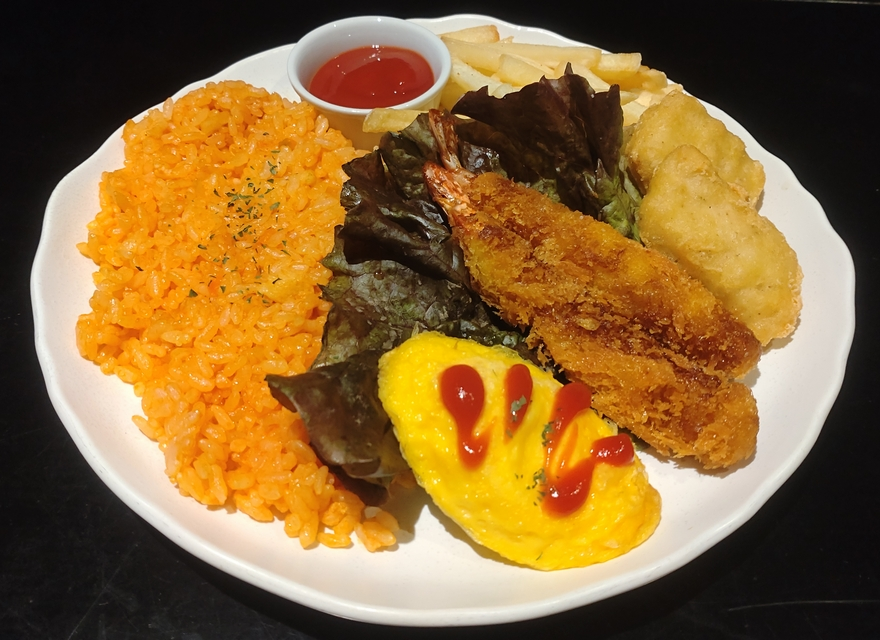
大人向けのお子様ランチの一例

店やメニューによっては、注文するに当たり“小学生まで”としている。理由は、子供連れの家族を狙った客寄せの意味が大きく、多種類の料理を盛り付ける手間が掛かり、多くの場合採算割れするためである。しかし、子供が食べきれるように惣菜は多種ながらも少なめに盛り付けてあるため、食が細めの女性や高齢者に好まれることも多く、日本橋三越や上野松坂屋のように例外的に（おもちゃのおまけなしで）注文を受け付ける店もある。その一方で店舗によっては、大人向けに分量を多くする、大人向けの食材を使うなど、お子様ランチをイメージしながらアレンジが加えられたワンプレートメニューについて「大人のお子様ランチ」「大人様ランチ」などの名称で提供されることもある。
なお、国際線航空便の機内食では、特別食の一つとして、子供向けの食事が用意されており、食器や盛り付けなどに工夫が凝らされている。ただし、一般的な特別食扱いであるため事前に航空会社か旅行会社に申し込む必要がある。

## 歴史

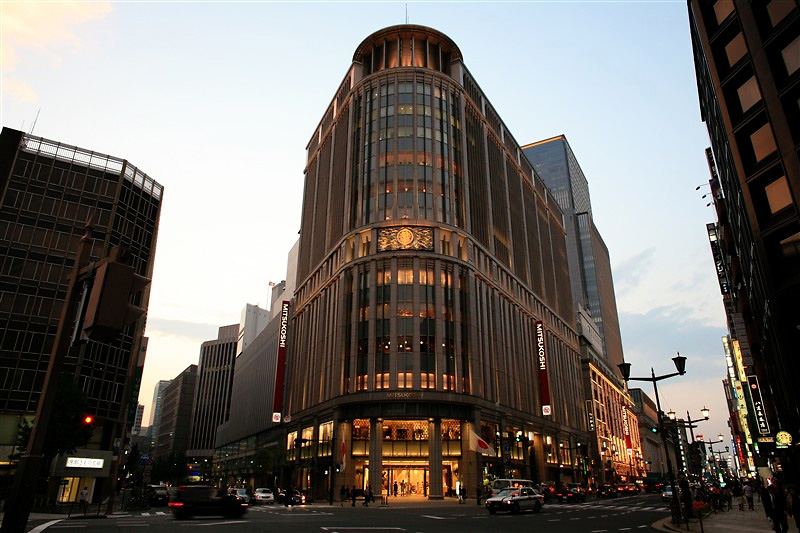
発祥の地とされる日本橋三越新館

1930年12月1日、東京府東京市日本橋区室町（現：東京都中央区日本橋室町）の三越の食堂部主任であった安藤太郎が数種類の人気メニューを揃えた子供用定食を考案し発売した。当時は「御子様洋食」と呼称されており、値段は30銭（カレーライスとカツレツの中間の価格帯）。当時は世界恐慌の暗い時代でもあり、子供には楽しい気持ちになってもらおうと開発したという。
翌1931年3月には、動物園や花見帰りで子供連れ客が多い東京府東京市下谷区上野広小路町（現：東京都台東区上野）の上野松坂屋の大食堂がコックのアイデアを元に同じく30銭で「お子様ランチ」の提供を開始。当初は振るわなかったが、英国王太子来日の際の歓迎の旗やグリコのおまけをヒントにメニューに改良を加えたところ好評を博し、この名称とスタイルが全国的に定着することになる。
1960年代、松坂屋が当時人気だったウルトラマンやウルトラ怪獣のおもちゃをおまけに付けたところ、休日には1,300食もの注文を受けるほどの爆発的な人気を得るようになった。当時の価格は大人のランチの半額程度にあたる40 - 60円。
2010年、松坂屋は百貨店への業態転換100周年を記念し、1932年当時のお子様ランチを復刻メニューとして提供した。2014年の改装後から大食堂として営業するファミリーレストランカトレヤが、2018年に開業250周年記念として大人向けのお子様ランチを数量限定で発売した。
2015年、消費者物価指数の対象品目から除外された。

## 料理内容

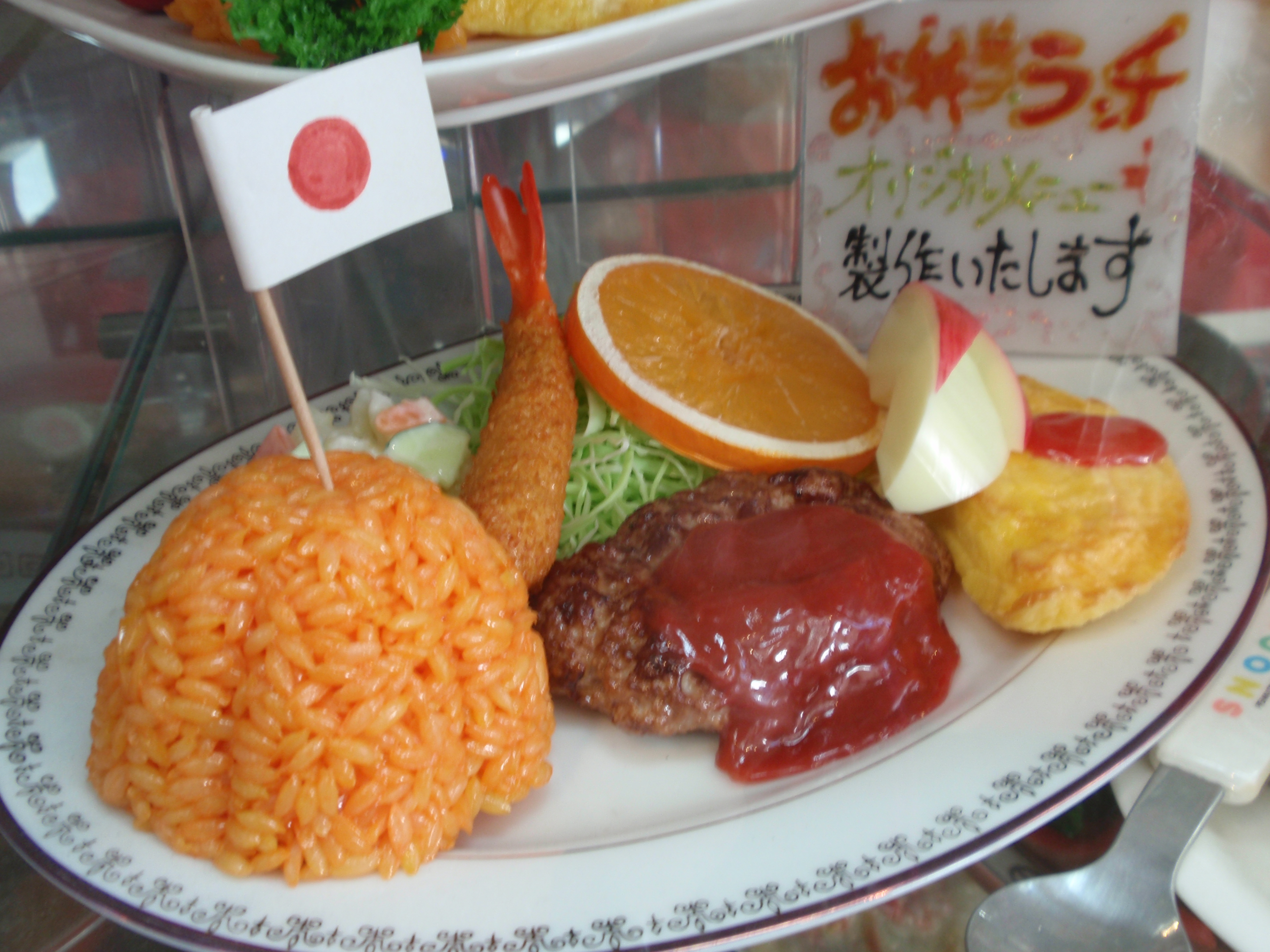
お子様ランチによく見られる盛り付け

ご飯は、チキンライス・オムライス・チャーハン・ふりかけご飯といった色鮮やかなものが山型に盛られる場合が多い。そのてっぺんには、登山家が登頂の記念に国旗を立てることに因み、爪楊枝と紙で作られた小さな旗（日章旗など）が立てられることが多い（これらは「国旗爪楊枝」や「フラッグピック」などの名称で製造・販売されているものである）。
おかずには、ハンバーグやエビフライ・唐揚げ・ナポリタン・フライドポテトなど、子供に人気の高い料理が添えられる。
ファミリーレストランなどでは、オレンジジュースや乳酸菌飲料を代表とする飲み物や、プリンやこんにゃくゼリーといったデザートの類、キャラメルやチョコレートなどの菓子、そして小さな玩具（古くはミニカー・吹き上げパイプ・吹き戻し・紙風船など）が、おまけとして付いてくるところもある。

## 物価調査の廃止
戦後日本国政府は、消費者物価指数の調査対象品目としてお子様ランチの消費物価を家計に係る物価変動を調査する目的で調査してきた。しかし、「家計消費支出上の重要度等」を踏まえ、安倍内閣施政下において2015年11月27日に調査廃止が決定された。
調査品目廃止の具体的な理由について、総務省は「消費構造の変化などに伴い、家計消費支出上重要度が低くなった品目、その品目がなくても、中分類指数の精度が確保できる品目、円滑な価格取集が困難となった又は価格変化を的確に把握できなくなった品目」のいずれかに該当する品目であると説明している。
お子様ランチの消費者物価指数は、2010年で平均を100としたとき2015年は102.3、最も高かったのは2008年の102.3であった。また1980年時点では70を下回っていた。